# Kia Soul EV
La Kia Soul EV est une automobile de type crossover électrique du constructeur sud-coréen Kia Motors.
Elle est présentée en février 2014 lors du salon de l'automobile de Chicago (en),. Il s'agit du premier véhicule tout-électrique de la marque aux États-Unis.
Kia annonce une mise sur le marché au troisième trimestre 2014.